# Old Fig Garden
Old Fig Garden (auparavant Fig Garden) est une census-designated place située dans le comté de Fresno, dans l’État de Californie, aux États-Unis. Sa population s’élevait à 5 365 habitants lors du recensement de 2010.

## Démographie
| 2010  | - | - | - | - | - |
| ----- | - | - | - | - | - |
| 5 365 | - | - | - | - | - |

## Source
- (en) Cet article est partiellement ou en totalité issu de l’article de Wikipédia en anglais intitulé « Old Fig Garden, California » (voir la liste des auteurs).

1. ↑  (en) « Domestic Names », sur geonames.usgs.gov (consulté le 20 novembre 2023).
2. ↑  « Statistiques des États-Unis - Californie - Profils des communautés de 2010 » (consulté en novembre 2020)